# Gérard du cinéma
Pour les articles homonymes, voir Gérard.
Les Gérard du cinéma sont une cérémonie satirique qui récompense les pires films et les pires acteurs du cinéma français. Parodiant les codes des cérémonies du type César, elle se déroule généralement un ou deux jours avant les véritables cérémonies des César ou du Festival de Cannes. Les prix remis lors des Gérard sont représentés par un parpaing doré.
La première remise de prix a eu lieu le 23 février 2006 à la discothèque « Le Baron » à Paris. Elle est diffusée depuis 2008 sur Paris Première (en direct depuis 2009). La dernière édition a eu lieu en 2012.

## Historique

### Création
Le créateur et animateur principal des Gérard du cinéma comme des Gérard de la télévision est le journaliste Frédéric Royer. S’inspirant des Razzie Awards américains, cet adepte des parodies a imaginé le concept des « Gérard ».
Frédéric Royer a fait appel au fil des ans à plusieurs personnes pour l’entourer à l’animation, à l’écriture ou à la production de la cérémonie : Stéphane Rose depuis 2006, Arnaud Demanche de 2006 à 2012, David Koubbi depuis 2007, Alexandre Pesle, de 2007 à 2009. Le Big Gérard’s Band, composé de Benjamin Fau, Manu Chehab et Nicolas Monhardt, était, durant les premières années, le groupe musical accompagnant les animateurs sur scène. Ses membres, ainsi que Ludoris Mouanga, Émilie Arthapignet et Anne Bouillon, sont ensuite devenus les figurants des sketches.[réf. souhaitée]

### Origine du nom
Le nom de « Gérard » des « Gérard du cinéma » a été choisi par Frédéric Royer pour son assonance avec les César du cinéma, et parce que c'est un prénom fréquent dans le monde du cinéma français (comme Gérard Depardieu, Gérard Oury, Gérard Lanvin, Gérard Jugnot, Gérard Philipe, Gérard Darmon, Gérard Mordillat, Gérard Krawczyk, Gérard Pirès, Gérard Corbiau, Gérard Jourd'hui et Gérard Rinaldi), considéré comme ringard à l'époque de la création de la cérémonie.[réf. souhaitée]
Les nommés des prix de la cérémonie sont appelés « lauréables ».[réf. souhaitée]

## Cérémonies

### 2006
La première cérémonie a eu lieu le 23 février 2006 à la discothèque « Le Baron » à Paris.

### 2007
La seconde cérémonie a eu lieu le 22 février 2007 au « Réservoir » à Paris.

### 2008
La troisième cérémonie a eu lieu le 13 mai 2008 (la veille de l'ouverture du Festival de Cannes) au cinéma parisien « Le Club Marbeuf » et a été diffusée le 23 mai sur Paris Première.

### 2009
La quatrième cérémonie a eu lieu le 12 mai 2009 au Club Marbeuf (et en direct sur Paris Première).

### 2010
La cinquième cérémonie a eu lieu le 10 mai 2010 au théâtre Michel (et en direct sur Paris Première).

### 2011
La sixième cérémonie a eu lieu le 21 février 2011 au théâtre Michel (et en direct sur Paris Première).

### 2012
La septième cérémonie a eu lieu le 14 mai 2012 au théâtre Michel (et en direct sur Paris Première).
Arnaud Demanche annonce son départ des Gérard en 2012, expliquant ceci par « l'absence de perspectives » pour l'émission, et son propre manque de temps.

## Évolution et signification des prix
Créée en 2006, la cérémonie était initialement (2006 et 2007) une parodie pure et simple des codes des cérémonies du type César, en inversant les catégories (pire acteur, pire actrice, pire film, etc.). Depuis 2008, les catégories ont toutes des noms originaux, souvent cocasses, uniques, assez longs et relevant de la plaisanterie.
De même que pour les Razzie Awards dont ils sont inspirés, les prix remis à l’occasion des Gérard du Cinéma peuvent être sujets à polémique. En effet, la notion de mauvais film ou acteur est assez équivoque et hétérogène. En général, elle correspond à un jugement subjectif mais relativement proche de l'exercice de la critique de film, le côté satirique et savoureux en plus, comme dans les catégories suivantes :
Films ou prestations dont la qualité n'a pas été à la hauteur du battage publicitaire ou du prestige de la personne (réalisateur, acteur) :
- « Gérard de l'acteur dont on espère qu’il aura jamais jamais de premier rôle quand on voit comment il se débrouille avec les seconds » (2010)
- « Gérard du réalisateur qui continue à faire des films en toute impunité malgré un CV déjà passablement chargé » (2010)
- « Gérard du réalisateur ou de l'acteur qui parle de son film comme si c'était le dernier Fellini alors que même toi tu fais mieux avec ton Nokia et trois copains bourrés » (2009)
- « Gérard de l’acteur qui aurait vraiment mieux fait de continuer à faire des sketches » (2008)

Cas flagrants d'exploitation (d'un filon, d'une mode, d'un fait de société, d'un groupe social, etc.) :
- « Girard di film halal » (2012)
- « Gérard du film français sorti avec un titre en anglais parce qu’on sait jamais, sur un malentendu, on peut croire qu’il est américain » (2011)
- « Gérard de Madame la Grande Actrice qui va s'encanailler dans une comédie de ploucs pour casser son image de vieille bourgeoise coincée du cul » (2010)
- « Gérard du film que quand tu vas le voir, dans la salle, t'as l'impression d'être dans un wagon du RER D un samedi soir à Villiers-le-Bel » (2010)
- « Gérard de la feignasse tellement décontractée du gland qu'elle recycle un de ses vieux sketchs en film d'une heure et demie » (2009)

Évolution, jugée décevante, de la carrière d'un acteur ou d'un réalisateur :
- « Gérard de l'acteur culte qui tournait dans des bons films. Et puis, un jour visiblement, ça l'a fait chier » (2012)
- « Gérard de l’acteur qui, avant, nous faisait bien rire et qui, maintenant, nous fait bien chier » (2011)
- « Gérard du réalisateur qui fait toujours le même film, mais en un peu moins bien à chaque fois » (2009)

Toutefois, d'autres catégories plus polémiques évoluent entre le mauvais goût, la moquerie mesquine, le machisme et le manque de respect, par exemple :
Physique des actrices et commentaires crus sur leur sex-appeal :
- « Gérard du film que tu vois parce qu’il te fait espérer des lolitas qui se roulent des pelles et se mettent des doigts dans leurs petits abricots rasés, mais en fait, même pas » (2012)
- « Gérard du petit cul » (2011)
- « Gérard du gros cul » (2011)
- « Gérard du film avec des petits chiens ou des grosses chiennes » (2010)
- « Gérard du film qui parle d'une meuf qui fait moyennement envie, et du coup le film, bah, c'est pareil » (2010)
- « Gérard de l'actrice pas très douée mais qu'on se mettrait bien sur le zguègue, pas vrai les gars ? » (2009)
- « Gérard de l’actrice que les journalistes s’obstinent à appeler « mademoiselle » alors qu’elle a plutôt une tête à ce qu’on l’appelle « mémé » » (2008)

Problèmes de carrière de certains acteurs :
- « Gérard du membre de duo qui l'a dans le cul » (2012)
- « Gérard du plus mauvais animal dans un rôle animal » (2008)
- « Gérard de la compromission alimentaire » (2008)

Nom de famille, origines étrangères :
- « Gérard de l'acteur qui a un prénom africain » (2012)
- « Gérard de l'acteur qui a un nom de maladie » (2010)
- « Gérard de l'acteur qui vient manger le pain des Français » (2010)

Plaisanteries sur les maladies, la vieillesse ou les décès récents :
- « Gérard de l'acteur qu'on croyait mort depuis 1985, et qui en fait, tourne encore » (2011)
- « Gérard du mauvais timing » (2008)

Enfin, chaque année, Arielle Dombasle reçoit le Gérard de l'actrice, ou l'artiste, ou la réalisatrice qui « bénéficie le mieux des réseaux de son mari », Bernard-Henri Lévy, récompense qui joue sur le comique de répétition. Elle a toujours été la seule nommée, sauf en 2012.

## Réactions
En 2006, Dès le surlendemain du palmarès de l'édition de cette année, le comédien Michaël Youn postait un texte sur son site au sujet de son Gérard pour son rôle dans le film Iznogoud :

« Pour la première fois, les Gérard du cinéma, nouvelles distinctions saluant les pires productions du cinéma français, ont été remis cette année. Ainsi, le titre du plus mauvais acteur a été décerné à l'humoriste Michael Youn pour Iznogoud. Le réalisateur de ce long-métrage, Patrick Braoudé, a lui mérité les prix du plus mauvais réalisateur et du plus mauvais film.
Trop fort ! Le carton plein ! Je ne sais pas quoi dire tellement je suis ému… Vous ne vous en rendez pas compte, mais là, derrière mon écran d'ordinateur, je pleure… si, si je pleure d'émotion ! 3 récompenses pour Iznogoud ! Jamais je n'aurais pensé qu'un si mauvais film serait autant couronné, même pour sa médiocrité. (…) »

En 2009 le réalisateur David Charhon est venu chercher son trophée du « plus mauvais film » pour Cyprien.
En 2011, le comédien Henri Guybet s'est déplacé pour recevoir le « Gérard de l'acteur qu'on croyait mort depuis 1985 et qui en fait tourne encore ». La même année, l'équipe du film L'Absence s'est également déplacée pour recevoir le « Gérard du film que tu vas voir alors que ta meuf t’a largué… t’as perdu ton boulot… t’as appris que t’avais le cancer… mais bon, tu t’es dit « la vie continue, je vais aller au ciné pour retrouver un peu de joie de vivre », et puis, t’arrive devant ton UGC et là, au menu… »